# Dez mil anos

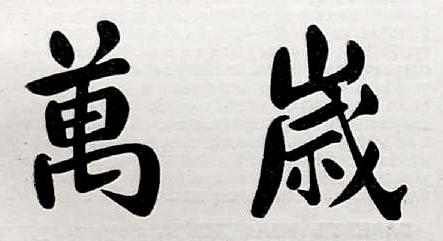
Dez mil anos

A frase "dez mil anos", vertida comumente para "vida longa" nos idiomas ocidentais, é utilizada em diversos idiomas da Ásia Oriental. Surgiu na China antiga como uma expressão usada para desejar uma vida longa ao imperador, e devido à influência política e cultural da China na região - em especial do idioma chinês - cognatos com significados e formatos de utilização semelhantes surgiram em diversos idiomas asiáticos, como o japonês e o coreano.
Em épocas recentes a expressão foi associada ao Japão Imperial, devido a uma reintrodução do termo (na forma japonesa, banzai, kana: ばんざい, kanji: 万歳), ocorrida durante o período Meiji, e com a Revolução Cultural, na China continental, onde era utilizada (na forma chinesa, wànsuì, 萬歲), para louvar Mao Tsé-Tung. Embora seu uso em ambos os países seja pouco frequente na atualidade, ele não chega a trazer uma conotação negativa e, especialmente na região conhecida como Grande China, continua a ser usada em contextos históricos e, de maneira ocasional, informalmente.

## China
A frase wansui (萬歲; literalmente "dez mil anos") já foi usada casualmente para desejar a uma pessoa uma vida longa. O uso do termo provavelmente foi cunhado durante dinastia Han. Em 110 a.C., o Imperador Wu de Han foi abordado pela frase "Wansui" no Mount Song. Segundo a lenda, o próprio Monte Song chamou a frase para se dirigir ao imperador. Durante a dinastia Tang, veio a ser usado exclusivamente para se dirigir ao imperador como uma oração pela sua longa vida e reinado. Então, durante o período de cinco dinastias e dez reinos, seu uso foi temporariamente estendido para incluir certos membros de alto escalão da corte imperial, mas essa tradição foi relativamente curta: na história imperial posterior, usá-la para se dirigir a alguém que não o imperador era considerado um ato de sedição e, portanto, altamente perigoso. Durante certos reinados de imperadores fracos, poderosos [eunucos] tais como Liu Jin e Wei Zhongxian contornaram esta restrição, nomeando-se com  jiǔ qiān suì  ( 九 千歲, literalmente "9000 anos"), de modo a exibir suas posições elevadas, que eram próximas ou mesmo superadas do imperador, enquanto ainda permanecia reverente ao título do imperador.

## Coreia
O mesmo termo é pronunciado manse (hangul: 만세; hanja: 萬歲) em coreano. Em Silla, era usado como uma casual exclamação. Era uma parte do nome da era de Taebong, um dos Três Reinos Posteriores declarado pelo rei Gung Ye em 911. Durante a Dinastia Joseon, os coreanos usavam cheonse (hangul: 천세; hanja: 千歲); "mil anos") em deferência ao Imperador Chinês.
No século XX, vários protestos contra a ocupação japonesa usaram o termo em seus nomes, inclusive um jornal pró-independência estabelecido em 1906, o Movimento Primeiro de Março de 1919 e o Movimento de 10 de Junho de 1926.
Na Coreia do Norte, manse foi usado como um desejo de vida longa ao Kim Jong-il, por princípios políticos de seu pai, Kim Il-sung. Agora é utilizado para desejar ao líder Kim Jong-un uma vida longa. Similar ao "banzai" usado pelos soldados japoneses durante a Guerra do Pacífico, as Forças Armadas da Coreia do Norte usaram Kim Ilsŏng Suryŏngnim Manse! (김일성 수령님 만세; 金日成 首領님 萬歲; "Vida longa ao grande líder Kim Il-sung!") como um mantra durante a Guerra da Coreia.
O termo também é uma casual proclamação, comumente usado como o equivalente à "vitória" na língua inglesa.